# Bosnisch-herzegowinisch-san-marinesische Beziehungen
Die Beziehungen zwischen Bosnien und Herzegowina und San Marino bestehen seit 1996.

## Diplomatische Beziehungen
Im Jahr 1996 kam es zwischen beiden Staaten zum Notenaustausch zwecks Gründung bilateraler diplomatischer Beziehungen, diese datieren auf den 11. April bzw. den 31. Mai 1996.
San Marino unterhält eine Botschaft in Sarajevo, derzeitiger Botschafter ist Michele Chiaruzzi. Eine weitere Vertretung besteht durch den Generalkonsul Sead Kreševljaković.
Bosnien und Herzegowina besitzt seinerseits keine Botschaft in San Marino, der Botschafter in Rom ist aber auch dort akkreditiert.

## Wirtschaftliche Beziehungen
Am 2. August 2011 unterzeichneten beide Staaten ein Abkommen zur Förderung und zum gegenseitigen Schutz von Investments. Ein Vertrag zum internationalen Straßentransport von Personen und Gütern wurde von der san-marinesischen Regierung und vom bosnisch-herzegowinischen Ministerrat am 28. November 2013 verabschiedet.